# God of War: Betrayal
God of War: Betrayal (с англ. — «Бог войны: Предательство») — двухмерная (2D) сайд-скроллинговая приключенческая игра для мобильных платформ, разработанная компанией Javaground и лос-анджелесским подразделением компании Sony Online Entertainment и изданная Sony Pictures Digital. Выпущенная для подмножества платформ Java Platform, Micro Edition 20 июня 2007 года, она стала третьей по счёту в серии игр God of War и пятой с точки зрения хронологического порядка событий, в них происходящих.
Отдалённо базируясь, как и другие игры серии, на греческой мифологии, местом действия в God of War: Betrayal (далее в статье Betrayal) является Древняя Греция, а в качестве центрального мотива выступает месть. Игрок управляет главным героем Кратосом, который стал новым богом войны после убийства прошлого бога войны, Ареса. Кратос несправедливо обвинён в убийстве Аргуса и преследует истинного убийцу по всей Греции, а потом противостоит вестнику богов-олимпийцев Керику. Это противостояние ещё больше отдаляет Кратоса от богов.
Betrayal является единственной игрой в серии, выпущенной не на какой-либо из приставок PlayStation и представленной в виде сайдскроллинговой 2D-игры. Несмотря на ограничения мобильной платформы, по сравнению с играми с «домашней» консоли серии, он сохраняет ориентированный на действие подход своих предшественников, с той же комбинацией боевых элементов, элементов платформера и решения головоломок.
Хотя God of War является в первую очередь серией игр на приставках PlayStation, Betrayal была высоко оценена критиками за её «верность» серии в плане игрового процесса, визуальный стиль и графику: «по-настоящему качественно сделанная третья игра в убийственной франшизе». Хотя при этом некоторыми критиками отмечалось неудобное управление и некоторая однообразность боевой системы. Betrayal получила награды от IGN «Лучшая игра месяца для беспроводных устройств» за июнь 2007 года и «Лучший платформер (для беспроводных устройств)» в 2007 году.

## Геймплей
Игра является двумерным приключенческим сайд-скроллером, в которой игроку требуется сражаться с противниками, прыгать по платформам и решать головоломки. Элементы платформера включают в себя прыжки через пропасти, лазание по лестницам и по канатам. Некоторые головоломки требуют перемещения Кратосом ящика или его установки поверх переключателя (таким образом активируя его), или использования ящика как точку, с которой можно прыгнуть на высокую платформу, недоступную с использованием нормального прыжка. Продолжительность игры составляет приблизительно два — четыре часа, а от игрока требуется прохождение десяти уровней.
Основным оружием Кратоса является пара клинков Афины, которые прикреплены к цепям и обернуты вокруг запястий и предплечий персонажа. Помимо этого, Кратос может использовать магические способности, например Взгляд Медузы и Армию Аида, и вторичное оружие, например лезвии Артемиды. Каждая способность и каждое оружие предлагают множество альтернативных вариантов боя и дают большое количество способов атаковать и убивать врагов (например, Взгляд Медузы на короткое время превращает врагов в камень). В дополнение к основному игровому процессу Betrayal включает в себя бонусный бесконечный режим на выносливость «Arena Mode», в котором игроки должны убить определённое количество врагов, не умирая, чтобы получить доступ к верхним, более сложным, уровням Арены и заработать как можно большее количество очков.
Игра сохраняет геймплей предыдущих частей серии (элементы платформера и необходимость решения головоломок), но, в отличие от них, является двумерной. В данной части сохранено основное оружие Кратоса, а также в Betrayal были «возвращены» магические способности, которые присутствовали в первой части.

## Синопсис

### Сеттинг и персонажи
Как и в других играх из серии God of War, действие проходит в сеттинге греческой мифологии. События игры протекают между God of War: Ghost of Sparta и God of War II. Главный герой игры — Кратос — бывший капитан армии Спарты, который стал новым богом войны после убийства предыдущего бога войны, Ареса. Также персонажами игры является Аргус, гигантское животное богини Геры, неизвестный убийца и олимпийский посланник Керик, который является сыном Гермеса и главным антагонистом игры. Зевс является невидимым персонажем игры.
Часть врагов в игре происходит из греческой мифологии, включая горгон, минотавров и церберов, а часть создана специально для игры, например гуманоидные миньоны бога Аида, включая скелетов-наездников и нежить-легионеров.

### Сюжет
Кратос командует спартанской армией в походе по всей Греции. Во время похода на них нападает множество зверей во главе с Аргусом, которого боги послали остановить Кратоса. После серии стычек Аргус убит неизвестным убийцей, который обвиняет в этом Кратоса, пытаясь обратить против него богов. Спартанец преследует своего врага по всей Греции, чтобы узнать личность убийцы, но замедляется постоянными атаками со стороны миньонов Аида, бога Подземного мира. Зевс посылает Керика, чтобы убить Кратоса. Кратос, однако, убивает Керика в бою, но при этом позволяет убийце Аргуса сбежать. Кратос затем понимает, что его действия ещё больше отдалили его от богов, и Зевс скоро будет действовать в ответ на его враждебные поступки.

## Разработка
God of War: Betrayal была анонсирована Sony Online Entertainment на пресс-конференции в Лос-Анджелесе в мае 2007 года. Sony сообщила, что в игре будет использоваться в общей сложности 110 различных анимаций и она будет псевдотрёхмерной.
Анимация была сделана WayForward Technologies. Единственными компонентами аудио являются оркестровая музыка в главном меню и фоновые звуки (например, удары оружия).
В августе 2007 года Фил Коэн, продюсер, дизайнер и сценарист, рассказал о трудностях в разработке игры God of War для мобильных устройства. Коэн сказал, что самая большая проблема заключалась в создании единой схемы палитры, которая была достаточно разнообразной, чтобы отображать несколько сред и которая соответствовала высоким стандартам студии Santa Monica. Версия для телефонов высокого класса была закончена в апреле 2007 года, а окончательные версии для бюджетных телефонов были завершены к июню 2007 года. Команда портирования адаптировала игру к более чем 200 моделям телефонов в течение нескольких недель. Коэн заявил, что одной из проблем являлся возврат ощущения эпичного игрового процесса и крупных локаций серии God of War, учитывая ограниченную вычислительную мощность и память на большинстве мобильных телефонов, что усложняет разработку дизайна головоломок, ловушек, взаимодействия с окружающей средой и поведения противника. Он отметил, что как Дэвид Яффе, так и Кори Барлог (руководители God of War и God of War II соответственно) обеспечили команде разработчиков Betrayal ощущение боевого и визуального стиля прошлых игр и были «полезны помощью в обратной связи с прошлыми играми серии и позитивной поддержкой». Команда также тесно сотрудничала с Эриком Уильямсом, ведущим дизайнером боевой механики консоли и с Марианной Кравчик, сценаристом прошлых игр серии God of War. Кравчик использовала Betrayal, чтобы сюжетно соединить God of War и God of War II, включить дополнительную предысторию и объяснить, почему отношения между богами и Кратосом ухудшились.

## Восприятие
| Иноязычные издания | Иноязычные издания                                                                                |
| Издание            | Оценка                                                                                            |
| ------------------ | ------------------------------------------------------------------------------------------------- |
| GamesRadar+        | [ 15 ]                                                                                            |
| IGN                | 9/10                                                                                              |
| Blogcritics        | [ 16 ]                                                                                            |
| Pocket Gamer       | 8/10                                                                                              |
| Modojo             | [ 4 ]                                                                                             |
| Награды            |                                                                                                   |
| Издание            | Награда                                                                                           |
| IGN                | Лучшая игра месяца для беспроводных устройств Лучший платформер года (для беспроводных устройств) |

God of War: Betrayal получила в основном положительные оценки критиков, которые хвалили игру за верность серии в плане игрового процесса, художественного стиля и графики. Леви Бьюкенен из IGN назвал её «настоящей третьей частью во франшизе». Аналогичным образом Мэтт Папроцки из Blogcritics написал: «Betrayal — это полноценное расширение франшизы God of War, и она заслуживает своего названия». Уилл Фриман из Pocket Gamer сказал, что «это впечатляющий, абсолютно солидный релиз, который понравится любителям мобильных платформ».
Положительные отзывы получила боевая система. Антиста из GamesRadar похвалил боевую систему: «Фанаты будут благодарны за триумфальное возвращение комбо-ударов», но добавил, что ограничения в управлении были «единственной реальной проблемой», так как чувствительность кнопки курсора может привести к неудачному комбо. Бьюкенен отметил, что комбо-удары «могут показаться ужасно сложными, поскольку у вас есть короткий промежуток времени для ввода команд, но элементы управления на большинстве мобильных телефонов довольно малы».
Комментируя боевые действия, Папроцки сказал, что, несмотря на упрощённую систему управления, разработчики «заставили God of War быть жестокой в рамках мобильной платформы». Из-за простоты игры по сравнению с другими частями серии редко встречаются ситуации, которые требуют магических способностей Кратоса, Папроцки назвал магию «бесполезной» и «дорогостоящей». Папроцки также критиковал отсутствие функции автосохранения. Фриман сказал, что разнообразие оружия и быстрый темп битв делает бои «убедительной интерпретацией действий в оригинальных консольных играх». Дэвис из Modojo отметил, что, несмотря на головоломки и элементы платформера, основное внимание уделяется боям, и ощущается, что боевая система «немного пустая». Кажется, что обилие врагов «существует исключительно для того, чтобы действовать как штампование сумок для Кратоса».

### Награды
IGN назвал Betrayal «Лучшей игрой месяца для беспроводных устройств» за июнь 2007 года. Также IGN в конце 2007 назвал её «Лучшим платформером года (для беспроводных устройств)».